# Fort Boyard

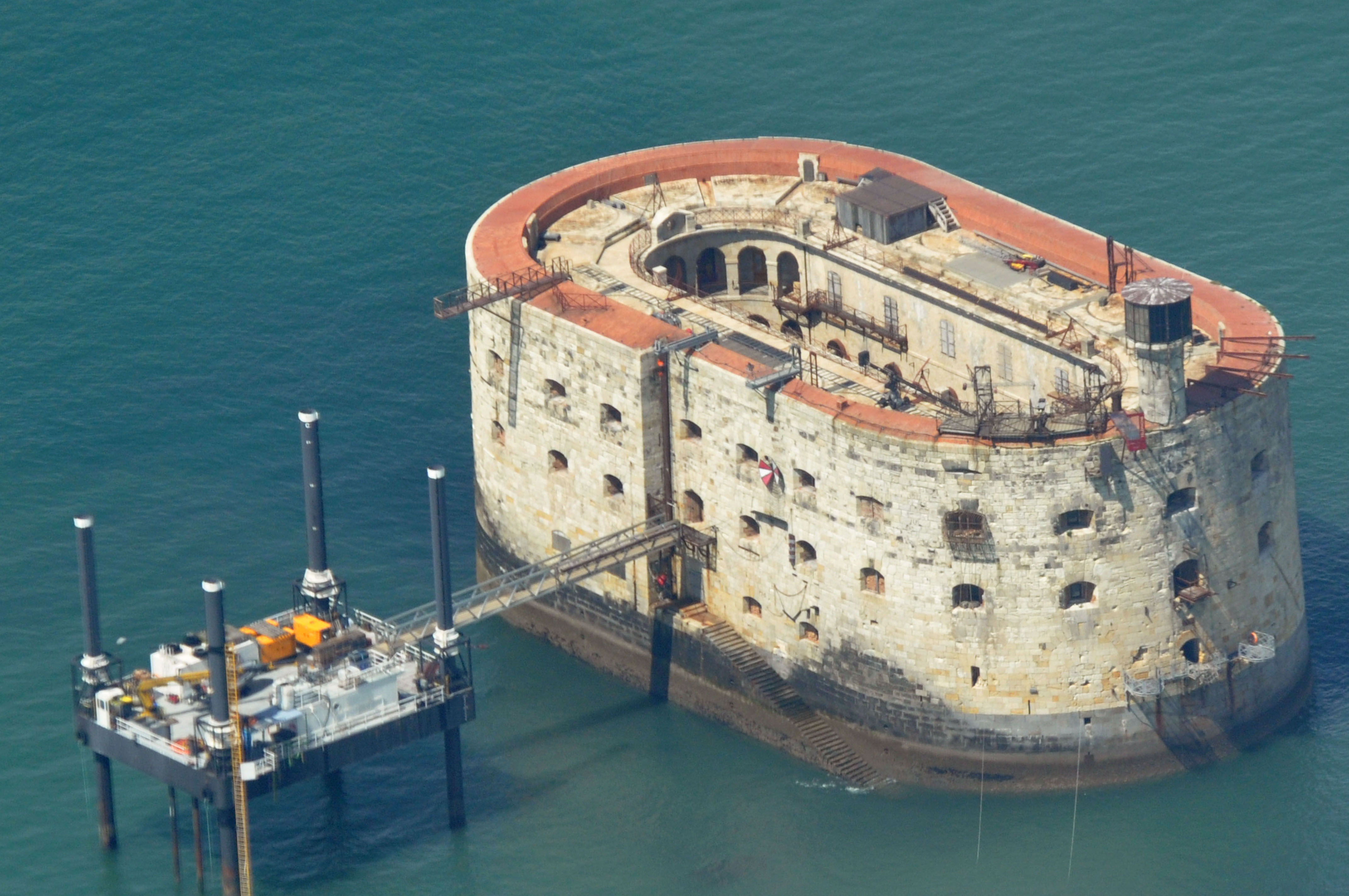
Fort Boyard. Anordningen till vänster i bild används för TV-teamen.

Fort Boyard är ett fort utanför den västfranska kusten. Det är ett sjöfort, placerat  i sundet  Pertuis d'Antioche mellan Île-d'Aix och Île d'Oléron och strategiskt beläget för att försvara inloppet till hamnen och den kungliga befästningen i Rochefort. Efter två sekel av planering färdigställdes det 1857, blev snabbt omodernt och föll i glömska. Sedan 1980-talet har det dock fått nytt liv som TV-kuliss för flera TV-serier – främst Fort Boyard och dess svenska avläggare.

## Historik

### Bakgrund
Byggandet av fortet hade planerats sedan 1666, men det var först under Napoleon I som byggandet påbörjades 1801. Anledningen var att räckvidden på dåtidens kanoner inte var tillräckligt stor för att täcka avståndet mellan Aix och Oleron.
På grund av problem med att få till en stabil grund (stenblocken sjönk ner i sandbotten) övergavs projektet 1809. Bygget återstartades dock 1837, under Ludvig Filip I, på grund av ökande spänningar mellan Frankrike och Storbritannien. Fortet blev sedan färdigställt 1857. Då hade bygget kostat åtta miljoner dåtida francs, i dagens belopp motsvarande nästan 250 miljoner euro.
Fort Boyard hade en bemanning på 250 personer. Det är 61 meter långt, 31 meter brett, och väggarna är 20 meter höga. När fortet väl var färdigt visade det sig vara otidsenligt eftersom kanonernas räckvidd hade ökat. Under Pariskommunen 1871 byggdes fortet om till ett fängelse, innan det övergavs några år senare.

### Övergivet och återanvänt
I början av 1900-talet var det övergivna fortet föremål för plundringar.  År 1950 förklarades det dock som ett historiskt minnesmärke.
1962 köptes det av en privatperson för 7 500 francs, vid en auktion, och fem år senare användes fortet som inspelningsplats för den franska filmen De äventyrslystna i regi av Robert Enrico, med bland annat Lino Ventura och Alain Delon i rollerna.

### TV-fort
Sedan början av 1980-talet har Fort Boyard blivit känt som scen vid olika TV-inspelningar. Det började med att pilotavsnittet av tävlingsprogrammet La Chasse aux trésors (känt på svenska som Skattjakten) 1981 använde fortet som miljö.
Programmakaren bakom La Chasse aux trésors återvände senare till fortet och köpte det 1988 för en summa av 1,5 miljoner francs. Därefter sålde han tillbaka fortet till departementet för en symbolisk franc, mot att han fick obegränsad nyttjanderätt till fortet. Denna kom till nytta när TV-serien – återigen ett tävlingsprogram – Fort Boyard startade två år senare. Genom den TV-seriens popularitet i Frankrike och via motsvarande produktioner i andra länder (i Sverige som Fångarna på fortet) har Fort Boyard kommit att få internationell ryktbarhet.

## Källhänvisningar
1. 1 2 3 4 5  "Fort Boyard". Ile-oleron-marennes.com. Läst 18 februari 2015. (franska)
2. 1 2  "EPISODE 2 : 1799 - 1809 : NAPOLÉON PERSÉVÈRE DURANT DIX ANS". Fortboyard.net. Läst 19 februari 2015. (franska)
3. ↑  "EPISODE 3 : 1837 - 1857 : CONSTRUCTION DU FORT BOYARD". Fortboyard.net. 'Läst 19 februari 2015. (franska)
4. ↑  "EPISODE 4 : 1867 - 1907 : QUE FAIRE DE CE FORT INUTILE ?". Fortboyard.net. Läst 19 februari 2015. (franska)